# تاجی گیل
تاجی گیل (انگلیسی: Tajay Gayle؛ زادهٔ ۲ اوت ۱۹۹۶) ورزشکار پرش طول اهل جامائیکا است.